# Дженифър Нилсен
Дженифър Нилсен (на английски: Jennifer A. Nielsen) е американска писателка на произведения в жанра фентъзи, детска литература, исторически роман за деца и документалистика.

## Биография и творчество
Дженифър Нилсен е родена на 10 юли 1971 г. в Солт Лейк Сити, Юта, САЩ. От малка е запалена читателка и сама опитва да пише. След дипломирането си работи като учителка и театрален директор.
Първият ѝ роман „Елиът и войната на гоблините“ от фентъзи поредицата за деца „Хроники на подземния свят“ е издаден през 2010 г. В забавната история главният герой Елиът Пенстър се забърква във война с гоблини и браунита (домашни духове).
През 2013 г. е издаден роман ѝ „Фалшивият принц“ от поредицата „Пътят към трона“. Кралското семейство на Картия е мъртво и в страната назрява гражданска война, тъй като претендентите за трона са много. Хитрият благородник от Картия, Конър, решава да създаде наследник на трона, като го представи за изчезналия принц Джарон. За целта обучава четирима сираци, за да намери кой от тях ще изиграе ролята. Сейдж е един от групата и ще трябва да използва хитростта си, за да се измъкне от пъкления план. Романът става бестселър в списъка на „Ню Йорк Таймс“ и печели наградата „Уитни“ за най-добър роман за юноши.
През 2021 г. е издаден историческият ѝ роман за деца „Спасяване“ с история на фона на Първата световна война. Следват още няколко нейни романи свързани с Втората световна война, гибелта на „Титаник“, Берлинската стена и др.
Дженифър Нилсен живее със семейството си в Корбин, Северна Юта. Тя е практикуващ член на Църквата на Исус Христос на светиите от последните дни.

## Произведения

### Самостоятелни романи
- A Night Divided (2015)[1][2][3]
- The Scourge (2016)
- Resistance (2018)
- Words on Fire (2019)
- Rescue (2021)
- Lines of Courage (2022)
- Iceberg (2023)
- Uprising (2024)

### Поредица „Хроники на подземния свят“ (Underworld Chronicles)
1. Elliot and the Goblin War (2010)[1][2]
2. Elliot and the Pixie Plot (2011)
3. Elliot and the Last Underworld War (2012)

### Поредица „Пътят към трона“ (Ascendance)
1. The False Prince (2012)[1][2][3]
Фалшивият принц, изд.: „Сиела“, София (2015), прев. Камен Велчев
2. The Runaway King (2013)
Кралят беглец, изд.: „Сиела“, София (2015), прев. Камен Велчев
3. The Shadow Throne (2014)
4. The Captive Kingdom (2020)
5. The Shattered Castle (2021)

### Поредица „Белегът на крадеца“ (Mark of the Thief)
1. Mark of the Thief (2015)[1][2][4]
2. Rise of the Wolf (2016)
3. Wrath of the Storm (2017)

### Поредица „Играта на предателя“ (Traitor's Game)
1. The Traitor's Game (2018)[1][2]
2. The Deceiver's Heart (2019)
3. The Warrior's Curse (2020)

### Участие в общи серии с други писатели
- Behind Enemy Lines (2013) в поредицата „Безкраен пръстен“ (Infinity Ring)[1][3]
- Deadzone (2017) в поредицата „Хоризонт“ (Horizon)

### Документалистика
- Once Upon a Climb (2024)